# Stenommatius formosanus
Stenommatius formosanus är en tvåvingeart som beskrevs av Matsumura 1916. Stenommatius formosanus ingår i släktet Stenommatius och familjen rovflugor.
Artens utbredningsområde är Taiwan. Inga underarter finns listade i Catalogue of Life.